# Batalla de Aizu
La Batalla de Aizu (Japonés:会津戦争, lit. "Guerra de Aizu") se libró en el norte de Japón en el otoño de 1868, y fue parte de la guerra Boshin.
Aizu era reconocida por las habilidades marciales de sus soldados, y mantenía en todo momento un ejército de cerca de 5000 guerreros. Estaba vinculada a la seguridad de las operaciones en la frontera norte del país, y en el periodo previo al arribo de Comodoro Perry, Aizu estaba presente en la seguridad de las operaciones en la Bahía de Edo.
Durante la 9.ªgeneración del señor Matsudaira Katamori, el dominio envía cantidad masiva de tropas a Kyoto, mientras Katamori sirve como Kyōto Shugoshoku. Debido a la alianza del dominio Chōshū y el dominio Satsuma, Katamori es vencido junto con el shogun Tokugawa Yoshinobu en 1868.
Durante la segunda mitad del siglo XIX la alianza Satsuma-Chōshū controlaba la corte imperial, y luego de la renuncia de Yoshinobu,  reclaman el castigo a Katamori y Aizu como "enemigos de la Corte" lo que desencadena su participación en 1868, durante la guerra Boshin. En ella las fuerzas de Aizu luchan como parte del Ouetsu Reppan Domei y son virtualmente abandonadas a su suerte luego de la derrota de sus aliados en la Batalla del Paso Bonari. Aizu, luchando a partir de entonces lleva todas sus tropas al castillo de Tsuruga  en el dominio Aizu en octubre de 1868.
La unidad de los Byakkotai ("Compañía de los Tigres Blancos")- jóvenes samurái adolescentes son famosos por realizar  seppuku (suicidio ritual) en el Monte Limori, próximo al castillo al ver que salía humo del castillo pensando que habían fracasado.
La gesta de Nakano Takeko la onna bugeisha que luchó con su naginata y murió dirigiendo el cuerpo combatientes femeninas luego llamado ejército femenino (娘子隊 Jōshitai?) se convirtieron en parte de la leyenda de una batalla épica a pesar de la enorme diferencia entre el poderío de lo contendientes.
Los sobrevivientes de la Shinsengumi, unidad policial que Aizu tenía en Kioto, está presente en la batalla comandada por Saitō Hajime.
Luego de meses de asedio, Matsudaira Katamori y su hijo Nobunori se dirigen a los comandantes imperiales en persona para rendirse en forma incondicional. Los samurái sobrevivientes son enviados a campos de prisioneros y el dominio de Aizu deja de existir.

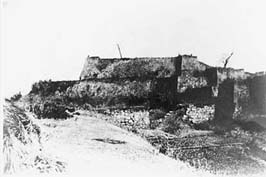
Caída del castillo Shirakawa-Komine, durantew la batalla de Aizu.
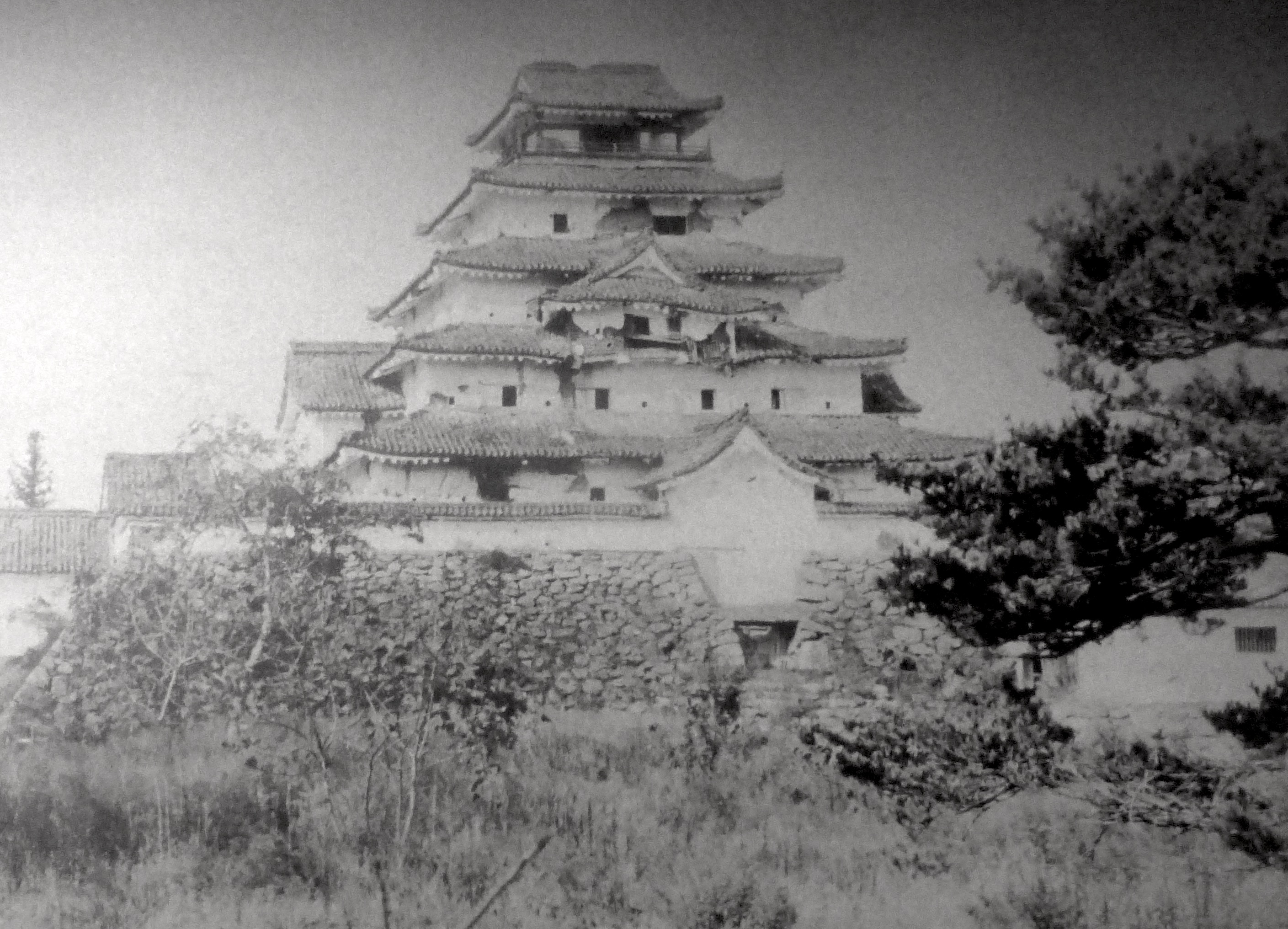
El castillo Aizuwakamatsu dañado luego de la batalla
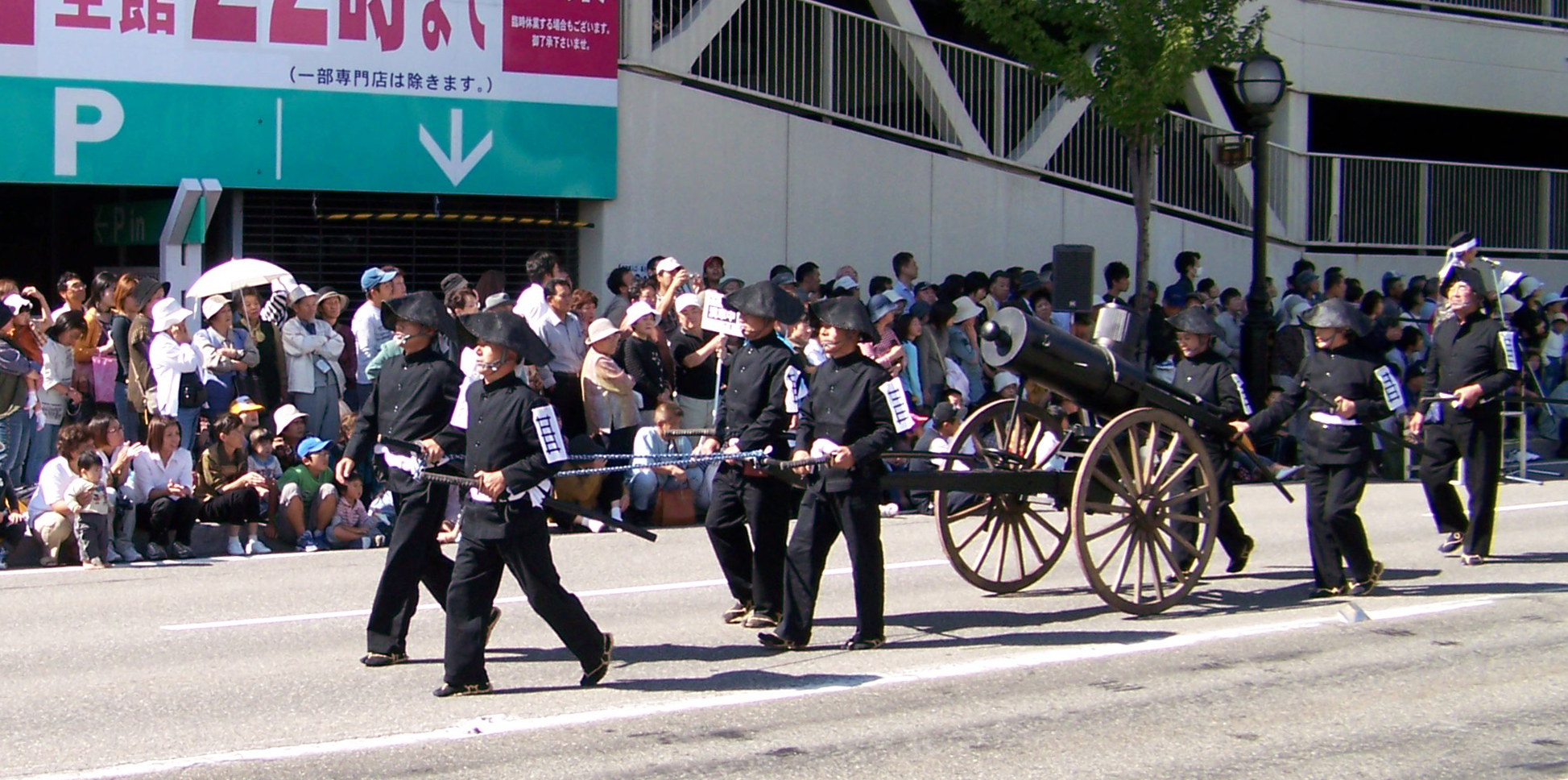
Conmemoración de los artilleros de Aizu.
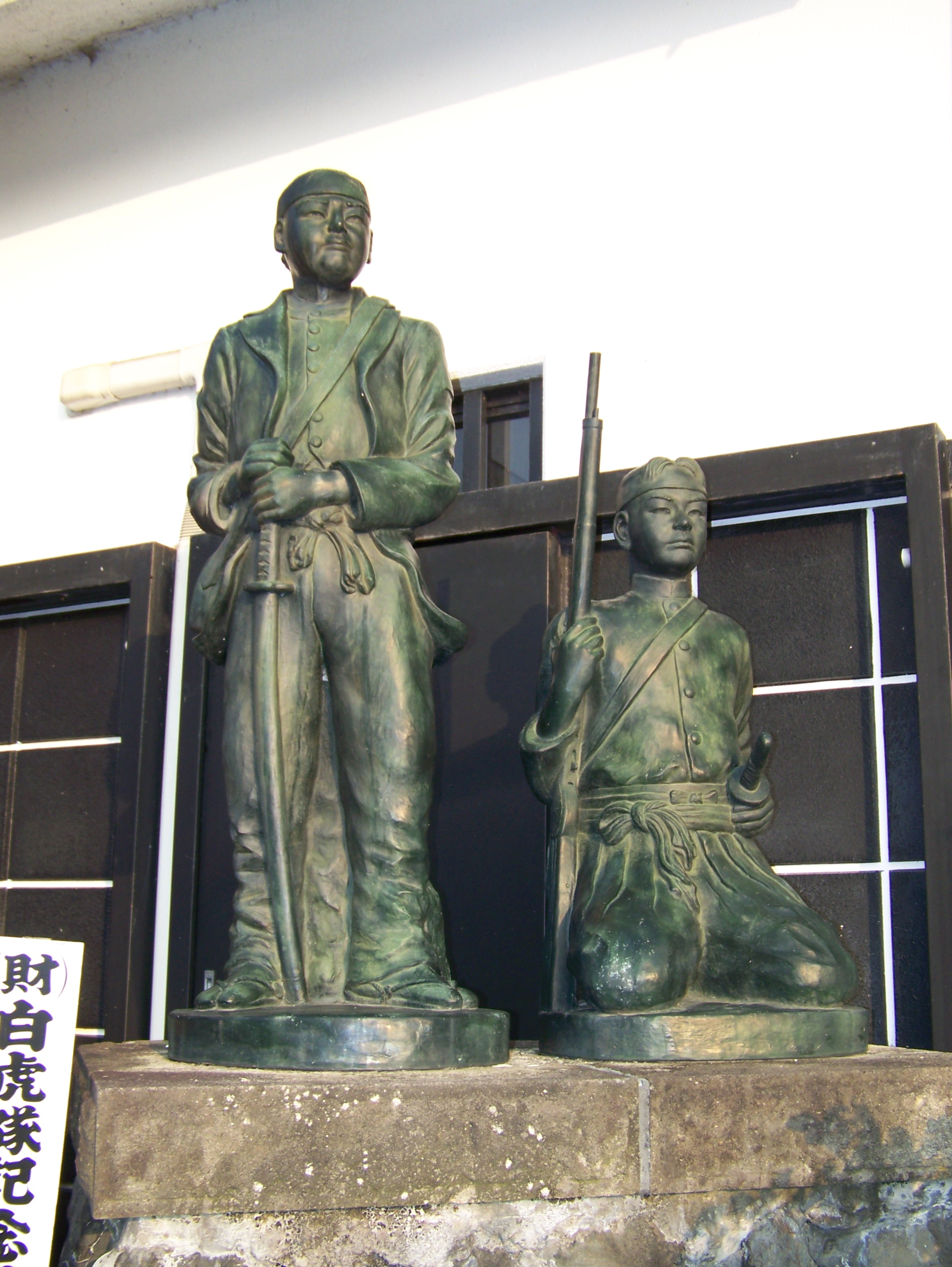
estatua conmemorativa de los guerreros Byakkotai
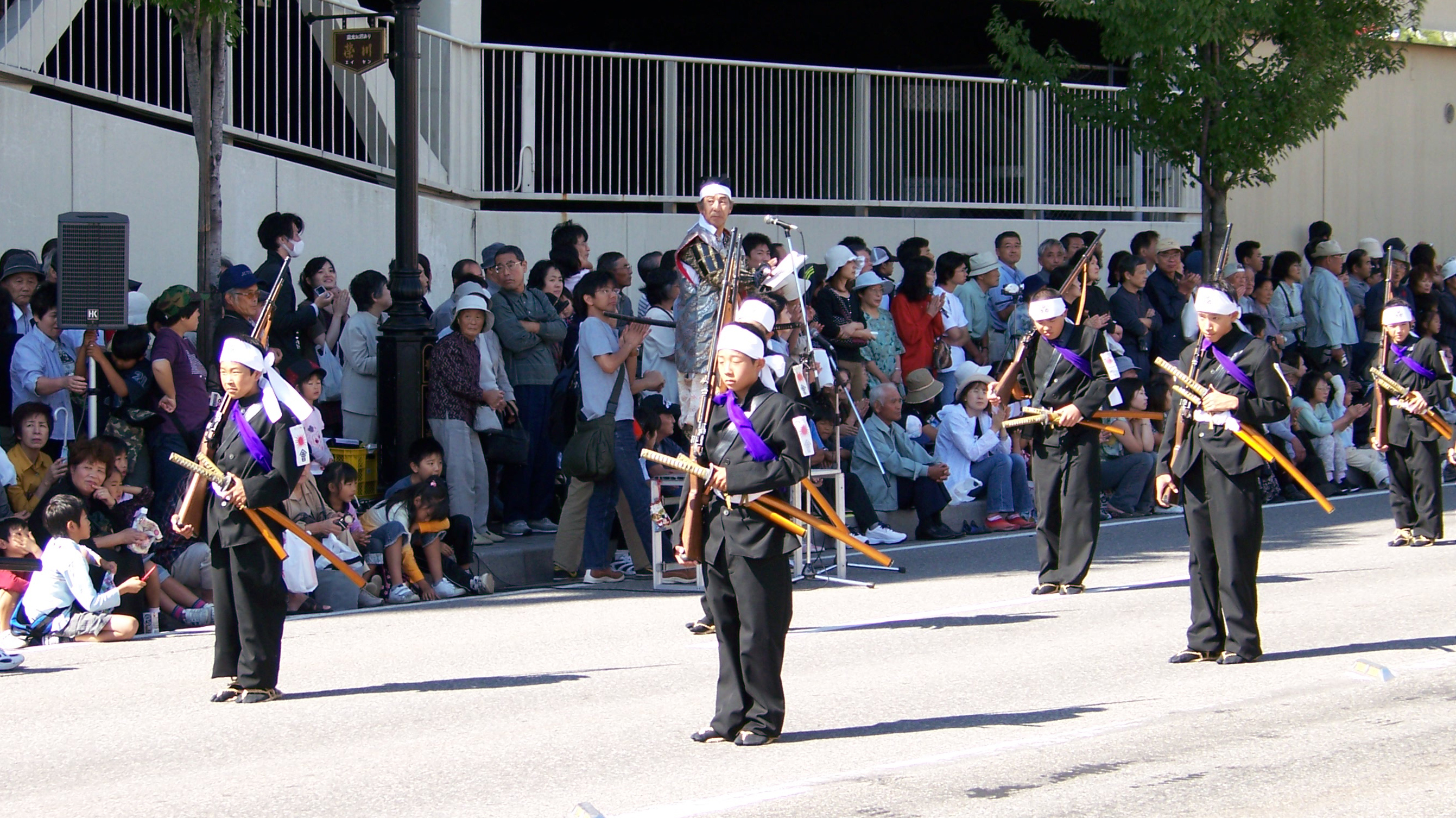
Jóvenes guerreros en el Festival de Aizu.